# José Carbajal
José María Carbajal Pruzzo (né à Puerto Sauce, Colonia, le 8 décembre 1943 et mort à Villa Argentina, Canelones, le 21 octobre 2010), connu comme El Sabalero, est un chanteur, compositeur et guitariste uruguayen, auteur et interprète de nombreuses chansons à grand succès telles que Chiquillada, A mi gente et La Sencillita.

## Biographie

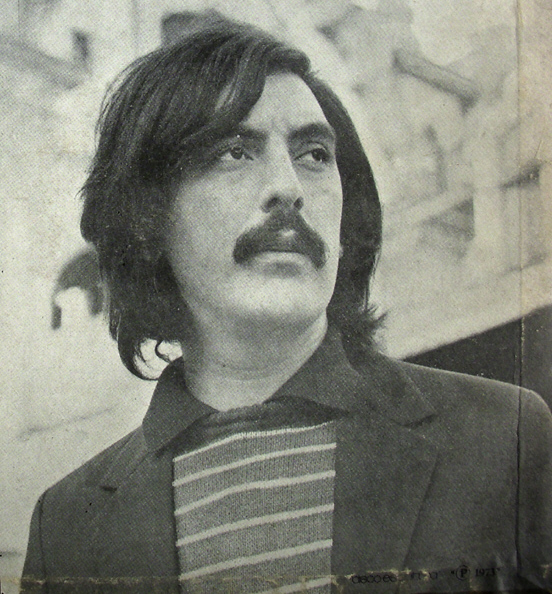
José Carbajal en 1973

Il effectue des études secondaires à l'École Industrielle Don Bosco de Puerto Sauce et une année d'école secondaire dans un lycée public. Il interrompt ensuite ses études pour commencer à travailler comme ouvrier dans les usines de textile de sa ville natale. Il poursuit ses études secondaires dans un lycée nocturne libre, créé par lui et d'autres ouvriers.
En 1967 il s'installe à Montevideo et commence à se présenter dans des peñas folkloriques, interprétant ses propres compositions. Il publie aussi son premier disque chez l'éditeur Orfeo, accompagné par le guitariste Roberto Cabrera. Ce disque passe presque inaperçu, et deux ans plus tard, il enregistre son premier 33 tours, intitulé Canto popular.
Appuyé par la poétesse Idea Vilariño, et avec l'appui instrumental de Yamandú Palacios et Roberto Cabrera, ce disque obtient un succès remarquable en Uruguay et en Amérique latine. On y trouve déjà certains des thèmes les plus connus de l'artiste comme Chiquillada, La sencillita et A mi gente.
Dans les années 1970, il atteint le succès dans toute l'Amérique Latine, par sa chanson Chiquillada, qui fut aussi interprétée par les artistes argentins Leonardo Favio et Jorge Cafrune. Entre 1970 et 1973, il vit à Buenos Aires, puis la dictature uruguayenne l'oblige à s'exiler. Il passe alors par différents pays tels que le Mexique, la France et l'Espagne. Il est expulsé par le gouvernement franquiste, et s'installe alors aux Pays-Bas.
Il revient en Uruguay en 1984 mais retourne en Hollande en 1992, bien qu'il ait un groupe musical à Montevideo. En 1998 Soledad Pastorutti enregistre son candombe [Quoi ?] A mi gente, ce qui augmente la popularité de cette chanson. Son disque La Casa Encantada est étudié dans les écoles primaires uruguayennes.
Le matin du 21 octobre 2010, il meurt d'une crise cardiaque dans sa maison de Villa Argentina (département de Canelones),.

## Discographie

### Albums
- Canto popular (Orfeo ULP 90518. 1969)
- Bien de pueblo (Orfeo ULP 90536. 1969)
- Canto popular (Ed. Argentina Odeón LDB-198. 1970)
- Chiquillada (Emi. Argentina. 1970)
- Octubre (Orfeo ULP 90545. 1970)
- Abre tu puerta vecino y saca al camino tu vino y tu pan (CBS Columbia 9120. Argentina. 1972)
- Pelusa (Microfón I-401. Argentina. 1973)
- Volveremos (KKLA. Francia. 1975)
- Colmeneras (KKLA. Holanda. 1978)
- La flota (Sondor 44318. 1983)
- La muerte (Orfeo SULP 90743. 1984)
- Angelitos (Orfeo SCO 90767. 1984)
- Angelitos vol. II (Orfeo SULP 90768. 1985)
- Entre putas y ladrones (letras de Higinio Mena. Orfeo 91070-4. 1990)
- Viento en popa (Orfeo 91209-4. 1993)
- La casa encantada (Orfeo CDO 053-2. 1995)
- Cuentamusa (Orfeo CDO 097-2. 1995)
- Noche de rondas (Bizarro Records 2334-2. 2000)
- Re-percusión / el 14 (Obligado Records RL 2626-2. 2002)
- Me vuela el corazón (Obligado Records RL 2858-2. 2003)
- La viuda (textes de Higinio Mena. Aperiá Records. 2006)

### EP et Simples
- Sabalero (Orfeo 333-3556. 1967)
- Navidad y rejas / No te vayas nunca, compañera (1972)
- ¿Dónde están? (avec Los Olimareños. Barry's Record 0072. Holanda. 1979)

### Rééditions et compilations
- Abre tu puerta vecino y saca al camino tu vino y tu pan (CBS Columbia 59.120. 1977)
- Chiquillada (Sondor 84207. 1981)
- Chiquillada (RCA. 1984)
- Lo mejor del Sabalero (Sondor. 1985)
- Antología (Orfeo. 1987)
- Grandes éxitos (Sondor 6.731-2. 1991)
- Entre putas y ladrones / El viejo (Orfeo CDO 014-2. 1992)
- Angelitos (Contient les volumes I et II de "Angelitos". Orfeo CDO 022-2)
- La flota (Sondor 4.318-2. 1998)
- El Sabalero y sus canciones (La República. Série Grandes del Canto Popular Vol II 2494-2. 2001)
- Re-percusión / el 14 (editado en Argentina. 2004)
- Canto popular (Orfeo / Emi / Bizarro Records 7243 8 59538 2 8. 2004)